# مقاطعة بلدسو (تينيسي)
مقاطعة بلدسو (بالإنجليزية: Bledsoe County, Tennessee)‏ هي إحدى مقاطعات ولاية تينيسي في الولايات المتحدة. ، وتبلغ مساحتها 1053 كم2، بلغ عدد سكانها 12876 نسمة في عام 2010 حسب إحصاء مكتب تعداد الولايات المتحدة وتصل الكثافة السكانية فيها 12 نسمة/كم2.